# 소테

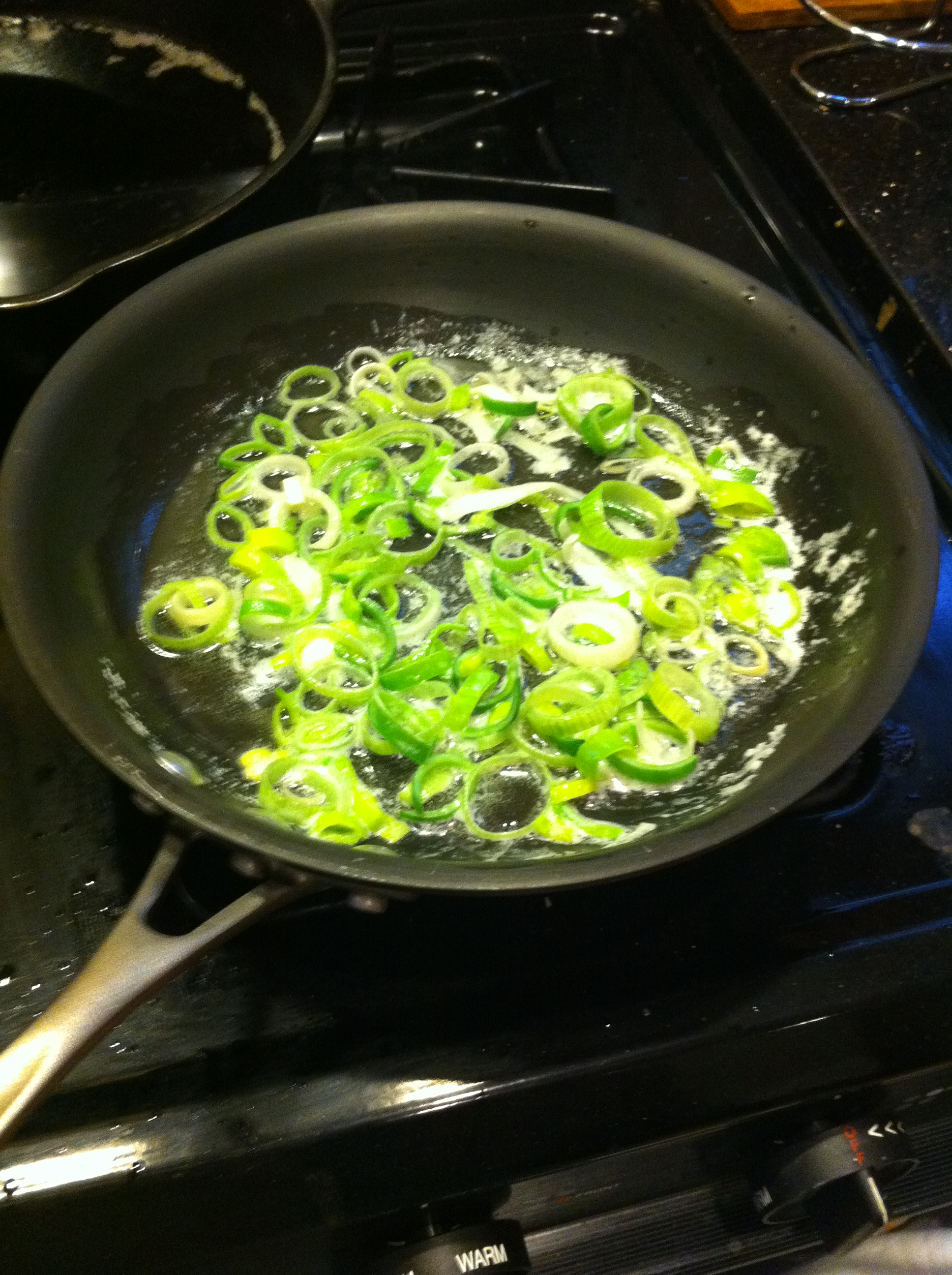
소테 처리 중인 리크

소테(프랑스어: sauté, sautér, 영어: sautéing, sauteing)는 아주 센불에서 소량의 기름으로 단시간에 조리하는 기술을 의미하는 용어이다. 흔히 팬에 빠르게 조리하는 것을 "소테한다"고 한다. '볶기'와 비슷한 조리기술. 빠르게 고루 익히기 위해 재료는 적당한 크기로 손질하며, 오래 익혀야 되는 것부터 빨리 익는 것 순으로 재료를 나누어 넣는다. 이때 주의점은 재료를 너무 자주 뒤집으면 식재료 온도가 내려가므로 속까지 골고루 익지 않거나 좋은 색이 나오지 않는다.

## 같이 보기
- 지지기
- 볶기